# После сумрака
После сумрака је амерички филм из 2004. који је режирао Брет Ратнер. Главне улоге играју: Пирс Броснан, Салма Хајек и Вуди Харелсон.

## Радња
Макс Бардет (Пирс Броснан), бивши професионални лопов и преварант, сада ужива у животу на рајском острву негде на Карибима. Обећао је својој девојци-партнери Лоли (Салма Хајек) да је био везан за криминалну прошлост. Током последњег случаја, он понижава агента ФБИ-ја Стена Лојда (Вуди Харелсон) који га је прогањао тако што му је украо дијамант из руку. Како се касније испоставило, Лојд је суспендован због овога.
Али њиховом безбрижном постојању није суђено да траје дуго. Лојд се појављује на острву и обавештава га да ће га посматрати, јер сумња да је планирао још једну крађу. У луци је паркиран океански брод на чијем се броду налази изложба накита чији је ексер велики Наполеонов дијамант.
Бардет не потврђује усмено своје учешће у случају, али почиње да игра сложену игру. С једне стране, изнајмљује Ллоиду о свом трошку најбољу собу у хотелу, иде с њим на океански пецање и на сваки начин удовољава свом бившем непријатељу. Лојд, заузврат, покушава да схвати шта ће бити Бардетови следећи кораци, постављајући прислушне уређаје у његову кућу. Бардет поставља локални полицијски инспектор Софију против Лојда, иако се ово неочекивано завршава романтичном везом између Лојда и Софије. У међувремену, локални шеф криминала Хенри Мур прави планове за Бардета. Бардет почиње припреме за крађу, користећи Лојдово пијанство и не држећи га на оку. Након тога, Бардет планира диверзиони план да украде Мура и његове људе, тврдећи да га случај не занима.
Софија и Лола су увређене својим мушкарцима, мислећи да су заузете само једно другом и дијамантом. Лојд, Софија, Лола и Макс одлазе на роњење да би покушали да пронађу помирење. Отпловивши од компаније која је вршила преглед потопљеног брода, Бардет одлази под воду до брода и мајсторски краде дијамант за неколико минута, толико да сумња пада на Мурове људе. Бардет се враћа, а чини се да је његово одсуство прошло незапажено. Чак успева да спасе Лојда, коме је изненада понестало кисеоника у резервоару. Након што четворица стигну до слетања, Софија добија вест о крађи и одмах претражује Макса. Међутим, она не налази ништа сумњиво.
Пошто су се посвађали, сви су се међусобно растали, али Хенри Мур чека Бердета код куће, крајње несрећан што је "бачен". Само интервенција Лојда, који се појавио иза мафијаша, спашава Бардетов живот. Узнемирена што ју је Макс оставио због дијаманта, Лола планира да напусти острво авионом Chalk’s Ocean Airways-а. Макс тражи од ње опроштај и, покушавајући да се искупи, тражи њену руку. Лола остаје. Лојд се поново појављује поред Бурдета. Испоставило се да је управо он на крају преузео Наполеонов дијамант, глумећи његову опијеност, прислушкивајући разговоре и завирујући на место где је Макс сакрио камен.
На крају, Макс остаје са Лолом и забавља се дајући Лојду исти трик са аутом којим му је узео дијамант на самом почетку филма.

## Улоге
| Глумац        | Улога                                   |
| ------------- | --------------------------------------- |
| Пирс Броснан  | Макс Бердет                             |
| Салма Хајек   | Лола Сирило                             |
| Вуди Харелсон | Стен Лојд                               |
| Дон Чидл      | Хенри Мур                               |
| Наоми Харис   | Софи                                    |
| Крис Пен      | луди навијач                            |
| Шакара Ледард | масерка                                 |
| Едвард Нортон | Он на кошаркашкој утакмици (непотписан) |